# Tagoropsis flavinata
Tagoropsis flavinata är en fjärilsart som beskrevs av Walker 1865. Tagoropsis flavinata ingår i släktet Tagoropsis och familjen påfågelsspinnare. Inga underarter finns listade i Catalogue of Life.